# Pol (Lugo)
Pol es un municipio español perteneciente a la comarca de Meira, provincia de Lugo, en la comunidad autónoma de Galicia. El topónimo de este ayuntamiento lucense procede de la locución latina [villa] Pauli, donde la segunda palabra es el  genitivo de antropónimo Paulus, lo que hace que pueda tener como sobrenombre “la villa de Paulo”. 

## Geografía
El ayuntamiento se extiende a lo largo de la sierra de Meira hacia el noreste de la sierra del Mirador por el sureste. Mosteiro, con 206 habitantes, es la capital desde 1970. La carretera LU-640 (de Lugo a Meira) pasa por el norte.
Las mayores altitudes están hacia el este (Pena Grande, 935 m, "Montes da Ferradura", 809 m y Penedo do Pao, 827 m). En los límites con Castro de Rey la altitud apenas supera los 400 m y las colinas intermedias no superan los 650 m. De ellos parten numerosos arroyos y ríos.
Los principales cursos fluviales son, en la cuenca del río Miño, el río Azúmara y su enlace el río Pol por el centro y el río Lea por el suroeste y, hacia la Vertiente Cantábrica, el río Lúa, que es el enlace del río Eo.
Abundan los bosques grandes, como los de "Milleirós", con muchos robles.
El clima es oceánico continental, con precipitaciones aproximadamente de 1000 mm anuales y temperaturas medias anuales bajas. La media en inverno no supera los 6,7 °C; en verano la temperatura es suave (16 °C); 136 días al año hay frecuentes heladas.

## Historia
La población prehistórica debía ser importante, ya que hay mámoas y castros en abundancia. Por Pol pasó una vía romana que procedía de Astúrica Augusta y se bifurcaba en Valonga hacia Ribadeo y Vivero.
En el Museo Provincial de Lugo se recogió un ara votiva, encontrada por 1950 en el monte de Bouzoá, dedicada a los lares viales: deidades del hogar, residentes en la piedra lararia (> lareira), donde se hace la lumbre; hoy está en el vecino museo del castro de Villadonga; el texto sencillo: Lari(bus) Viali(bus) ex uoto: 'a los lares viales, por un voto'. Otros restos romanos son teselas sueltas y fragmentos del mosaico, y tejas y ladrillos de hypokausto (>> magosto) de Doncide, (villa romana de Dulcidio: Dulcidii), en Sinagoba, (probablemente: cenagua: tierra cenagosa) Silva, y actualmente hay noticias de análisis de fotografía aérea que detectan también en Silva un posible importante castro romano en el monte entre As Escangarelas da Granda, y -al otro lado del 'río de Congostro', el Azúmara- Ventín y Bouzoá.
De la Edad Media permanecen sepulturas antropomórficas en Lúa y sartegos en Ermunde. Se sabe de la existencia de monasterios en Arcos, Mosteiro y Silva (este último estaba bajo la protección del papa Adriano IV en 1156). Cuando la Orden del Císter se instaló en el Monasterio de Santa María de Meira, estos monasterios desaparecieron.
El documento más antiguo que se conserva referido a este municipio es de 572, en el deslinde de territorios de la organización eclesiástica acordada en concilio, bajo el rey suevo Mirón, donde figuran los nombres de Pol (Pauli, tal vez Fonfría: Fonte),  y "la antigua vereda que sale a Benade", Cirio, Montecubeiro (Cuparium), entre los límites de 'comitatus'.
De 1222, es el testamento de un soldado llamado Froila García, que deja sus tierras de Pol al obispado de Lugo. En el mismo Siglo XIII, el rey Alfonso X el Sabio concedió una carta popular a los habitantes de Luaces, que se instalaron en Valonga. Las tierras de Luaces, que habían pertenecido al Condado de Lemos, pasaron en 1514 a la Altamira, al haberlas comprado Álvaro Osorio de Moscoso para su sobrino, el IV Conde de Altamira.
La cruz del arco de la Iglesia de Silva es la de la casa de Rivadeneira, y Doña Blanca de Rivadeneira, viuda de Antonio de Tovar, que en 1546 fundaron el Palacio de Tovar en Lorenzana, es posible que se haya retirado a la casita Dablanca, en Bouzoá, hoy casi en ruinas. De similar época será la lápida inscrita de Esteban de Luaces, en la iglesia de Luaces, con el escudo de Luna y  cinco estrellas de Rois Luaces.
En el siglo XVIII los Losada eran señores en Pol, que se dividía por aquel entonces en las jurisdicción/es de Luaces, Meira y Lea. Con la creación de los primeros ayuntamientos se crean dos: Luaces y Lea, pero en 1835 se crea el actual de Pol, con el mismo territorio a excepción de Lúa.

## Geografía humana

### Organización territorial
El municipio está formado por ciento trece entidades de población distribuidas en diecinueve parroquias:
- Arcos (Santiago)[3][4][6][5]
- Balonga[4] (Santa María)[3][7][5]
- Caraño (San Martiño)
- Carazo (San Pedro)
- Cirio (Santa María)
- Ferreiros (San Andrés)[4][8][5]
- Frayalde[4]
- Gondel (San Cosme)
- Hermunde (San Pedro)
- Lea (San Bartolomeu)
- Lúa[4]
- Luaces (Santa María)
- Milleirós (Santiago)
- Mosteiro (San Salvador)
- Pol (San Estebo)[3][9]
- San Martín de Ferreiros[4]
- Silva (Santiago)
- Suegos (Santa Eulalia)
- Torneiros (San Lourenzo)

### Demografía
Cuenta con una población de 1542 habitantes (INE 2024).
| Gráfica de evolución demográfica de Pol entre 1842 y 2021                                                             |
| |
| Población de derecho según los censos de población del INE. Población de hecho según los censos de población del INE. |